# Hydrangea aspera
Hydrangea aspera, або Гортензія шорстка (шершава) — це вид квіткової рослини родини Hydrangeaceae, що походить із регіону між Гімалаями, через південний Китай і Тайвань.

## Опис
Це великий, прямостоячий листопадний кущ, що досягає 3 м у висоту і ширину, з широкоовальним листям. Квіти, як правило, з'являються у великих плоских головках наприкінці літа та мають різні відтінки блідо-блакитного, бузкового, рожевого, облямовані білими або блідо-рожевими безплідними суцвіттями.

## Етимологія
Латинське aspera означає «груба текстура» (тому шорстка, шершава) і відноситься до опушеної нижньої поверхні листя.

## Культивування
Рослина широко культивується і любить захищене місце в кислому або нейтральному ґрунті, причому найкраще росте в частковій або полуденній тіні. Листя, у деяких форм довжиною понад 30,5 см, вразливе до сухого вітру, а також до механічних пошкоджень вітром. Численні сорти були виведені як декоративні об'єкти для парків і садів. Вони включають:
- 'Anthony Bullivent'
- 'Longipes'
- 'Mauvette'
- 'Peter Chappell'
- 'The Ditch'

Крім форм садового походження, культивуються різні форми дикорослого походження, такі як Kawakamii, Macrophylla, Robusta, Sargentiana, Strigosa та Villosa. Фенотип для зображень рослин, які повертає веб-пошук за такими термінами, може значно відрізнятися, що є ознакою невизначеної таксономії або складного вираження форм через широкі географічні ареали чи інші фактори, причому деякі органи влади надають повний статус виду, напр. H. robusta і H. longipes, тоді як інші джерела виділяють підвиди, напр. H. aspera ssp. robusta, або H. aspera Kawakamii (приклад списку Гортензії з колекцій).
Культивар H. aspera 'Macrophylla' (не плутати з H. macrophylla) отримав нагороду Королівського садівничого товариства за садові заслуги.